# أذن الفأر الأزوري
أذن الفأر الأزوري (الاسم العلمي: Myosotis azorica) هو نوع من النباتات يتبع جنس أذن الفأر من الفصيلة الحمحمية.